# Умма (город)

Города Древней Месопотамии

Умма (совр. телль Джоха) — город-государство в южной части Древней Месопотамии, на территории современного Ирака. Является ли название города шумерским или аккадским, не установлено, этот вопрос является дискуссионным. 
Общинный бог — Шара, воскресающий и умирающий бог плодородия.

## История
Надпись на межевом камне конца Раннединастического периода упоминает имя первого известного нам правителя города Уммы — Энпипи.
Вся известная история города Уммы прошла в войнах с городом Лагаш. Первым известным из повествовательных источников энси (правителем) Уммы был Уш. В его правление вспыхнул конфликт с Лагашем из-за плодородной полосы Гуэден, которая проходила между границами Уммы и Лагаша. В сражение с лагашцами Уш был разбит, а Умма вынуждена подчиниться Лагашу. Следующий энси, Энкале возможно был ставленником лагашского царя Эанатума и выплачивал тому дань.
Лишь после смерти Энкале, когда царская власть перешла в руки Ур-Луммы, Умма смогла вернуть себе самостоятельность. Ур-Лумма отложился от Лагаша и перестал платить дань. Он также совершил поход против правящего там царя Энаннатума I. Однако уммийцы не смогли взять город и отступили. После смерти Ур-Луммы, власть перешла к Илю, который вероятно был жрецом. 
Около 2350 года до н. э. Иль совершил военный поход против Лагаша. Причиной этого, опять был нерешённый вопрос об контроле над полосой Гуэден. Однако, как и Ур-Лумма, Иль также не смог взять Лагаш, был побеждён и вынужден опять выплачивать дань Лагашу. Умма попала в зависимость к Лагашу, но вероятно всё-таки продолжала сохранять большую долю самостоятельности. 

### Возвышение
В 2336 году до н. э. власть в Умме перешла к Лугальзагеси, который считается величайшим энси Уммы. Именно в его правление Умма достигла вершины могущества в Месопотамии. Лугальзагеси смог покорить города Урук и Ниппур (священный город шумеров) и остальные города Междуречья. Однако уммийцы не могли считать себя гегемонами страны, пока оставался непокорённый давний враг Уммы — город Лагаш. В 2313 году до н. э. Лугальзагеси начал войну против правящего там царя реформатора Уруинимгины. Война была тяжёлая и кровопролитная, уммийцы тогда разрушили и разорили многие общинные храмы между Уммой и Лагашем. Однако и в этот раз Лугальзагеси не смог добиться успеха — столица Лагаша, город Нгирсу, не был взят.

### Упадок
Спустя некоторое время после войны с Лагашем на территорию Уммы вторглась армия аккадского царя Шаррумкена (Саргона Великого). Лугальзагеси выступил против аккадцев, но в решающей битве его армия была разгромлена. Сам он попал в плен и был казнён. Могущество Уммы было сломлено, город утратил значимость, и больше никогда не представлял значимую политическую силу в Месопотамии.

## Правители
- Энпипи — XXV век до н. э.
- Уш — около 2410 года до н. э.
- Энкалле, сын — около 2390 года до н. э.
- Ур-Лумма, сын — около 2380 года до н. э.
- Иль, верхов. жрец — около 2370 года до н. э.
- Гишаккиду — около 2350 года до н. э.
- Бубу — около 2340 года до н. э.
- Лугальзагеси — 2336 — 2312 годы до н. э.